# Friedrich I. zu Castell
Friedrich I. Graf und Herr zu Castell († um 1251) war von 1234/1235 bis zu seinem Tod Herrscher der Grafschaft Castell.

## Die Grafschaft vor Friedrich I.
Unter dem ersten Grafen aus dem Geschlecht Castell, Rupert I. wird 1205 als „comes“ (lat. Graf) bezeichnet, festigte sich das Herrschaftsgebiet. Wichtigstes Element der damaligen Grafschaft war die Vogtei über das Kloster Münsterschwarzach, die den Castellern vom Würzburger Bischof zu Lehen gegeben wurde. Ebenso besaßen die Grafen mehrere Güter und Dorfherrschaften, die sich vom Main bis zum Steigerwald erstreckten.
Der direkte Vorgänger des Grafen Friedrich I., Rupert II. zu Castell, hatte sich um die Neuverleihung der gelehnten Vogteien zu kümmern und scheiterte gegenüber dem immer mächtiger werdenden Hochstift Würzburg. Im Jahr 1230 verlor die Grafschaft deshalb einige ihrer wichtigsten Herrschaftsgebiete, darunter die Münsterschwarzacher Vogtei. Außerdem wurde die Zollburg Hallburg nur noch als Lehen an die Grafen vergeben.

## Leben
Über das Leben des Grafen Friedrich I. zu Castell ist nur sehr wenig bekannt. Er war der Sohn von Graf Rupert II., seine Mutter ist in den Quellen jedoch nicht erwähnt. Ebenso liegt das Geburtsjahr des Grafen im Dunkeln, auch über die Ausbildung des jungen Friedrich schweigen die Quellen. Erst im Jahr 1234/1235 wurde er erstmals genannt. Damals hatte er bereits die Nachfolge im Amt des Grafen angetreten.
Über die Politik des Grafen gibt die Hochzeit mit Bertha von Henneberg Auskunft. Durch diese Verbindung wurde ein militärisches Bündnis mit den Burggrafen von Würzburg geschmiedet, durch das sich die Grafschaft gegen den immer mächtiger werdenden Bischof von Würzburg verteidigen wollte. Dieses Bündnis scheiterte als der Schwiegervater des Friedrich, der letzte Würzburger Burggraf vom Bischof aus dem Amt gedrängt wurde. Graf Friedrich I. zu Castell starb um das Jahr 1251.

## Ehe und Nachkommen
Friedrich I. heiratete Bertha von Henneberg, die Tochter des letzten Burggrafen von Würzburg. Diese Ehe war der Ausgangspunkt für die Konflikte zwischen den Grafen und den Bischöfen, die in der folgenden Generation die Grafschaft erfassen sollten. Aus der Verbindung gingen mehrere Kinder hervor, überliefert sind ausführlich jedoch nur die Thronfolger Heinrich und Hermann.
- Friedrich († nach 8. Mai 1255)
- Heinrich († um 1307)
- Hermann († um 1289)
- Hedwig († um 1291)[4]